# Zone 4
Zone 4 är ett amerikanskt skivbolag, grundat av Polow da Don tillsammans med Interscope Records.

## Artister
- Keri Hilson (Zone 4/Mosley Music Group)
- Rich Boy (Zone 4/Interscope Records)
- i15 (Zone 4/Interscope Records)
- Dan Talevski (Zone 4/Interscope Records)
- Ester Dean (Zone 4/Interscope Records)
- Jared Evan (Zone 4/Interscope Records)
- Roscoe Dash (M.M.I./MusicLine/Zone 4/Interscope)
- Hit-Boy (Zone 4)
- Chase N. Cashe (Zone 4)
- Arlyn "A.D." Marshall (Zone 4)
- Lloyd (Young Goldie/Zone 4/Interscope Records)
- Chili Chil (Surf Club/Zone 4)
- Timothy Bloom (Zone 4/Mosely Music Group/Interscope Record)